# تمرین ارکستر
تمرین ارکستر (ایتالیایی: Prova d'orchestra) فیلمی طنز به کارگردانی فدریکو فلینی است که در سال ۱۹۷۸ منتشر شد. این فیلم دربارهٔ یک ارکستر ایتالیایی است که اعضای آن علیه رهبرشان اعتصاب می‌کنند. این فیلم خارج از رقابت در جشنواره فیلم کن ۱۹۷۹ به نمایش درآمد. این فیلم آخرین همکاری فلینی با آهنگساز مشهور نینو روتا پیش از مرگ روتا در ۱۹۷۹ بود.

## بازیگران
- بالدویین باس - رهبر
- کلارا کولوسیمو - نوازنده هارپ
- الیزابت لابی - نوازنده پیانو
- رونالدو بوناچی - بازیکن باسون
- فردیناندو ویللا- نوازنده ویولن‌سل
- فرانکو یاوارونه - نوازنده باس توبا (در نقش جیووانی جاوارونه)
- دیوید ماونسل - اولین ویولن
- فرانچسکو آلویجی - ویولن دوم
- اندی میلر - بازیکن ابوا
- سیبیل آماریلی موسترت - نوازنده فلوت
- فرانکو مازیری - نوازنده ترومپت
- دانیله پاگانی - نوازنده ترومبون
- لوئیجی اوزو - نوازنده ویولن
- سزار مارتینیون - نوازنده کلارینت
- اومبرتو زوآنلی - کپی
- فیلیپو ترینکایا - رئیس ارکستر
- کلودیو سیوکا - مرد اتحادیه
- آنجلیکا هانسن - نوازنده ویولن
- هاینز کروگر - نوازنده ویولن
- ماریا تدسکی

## اقتباس
این فیلم توسط جورجیو باتیستلی به عنوان اپرایی اقتباس شد که در سال ۱۹۹۵ در تالار اپرای استراسبورگ نمایش داده شد.